# Joachim Descartes
Pour les articles homonymes, voir Descartes (homonymie).
Joachim Descartes, né et baptisé le 2 décembre 1563 à Châtellerault (paroisse Saint-Jean-Baptiste), fils de Pierre Desquartes, docteur en médecine, originaire de Tours, et de Claude Ferrand, petit-fils de Pierre Desquartes et Jeanne Poisson de la ville de Tours, mort en octobre 1640 dans le château de Chavagne à Sucé-sur-Erdre, juriste de formation, exerce la profession d'avocat au barreau de Paris avant de devenir conseiller au Parlement de Bretagne à Rennes à partir du 14 février 1586. Il est le père du philosophe René Descartes.

## Biographie
Arrière petit-fils de Gilles Descartes, le berceau de la famille est à Tours, son père Pierre Descartes s'installe en chatelleraudais vers 1540 puis vers 1553 achète une propriété dans  l'ancienne paroisse de Poisay-le-Joly (à environ 20 km au nord de Châtellerault, près de la limite du Poitou et de la Touraine), où Joachim conserva une propriété de 12 hectares, nommée « La Chillolière » ou « Descartes », dont il était « seigneur », jusqu'à un acte de vente signé le 16 novembre 1618. La famille avait été semble-t-il anoblie au début du XVIe siècle (et fut maintenue en ses privilèges de noblesse par la Cour des Aides en 1547). Joachim était fils du docteur en médecine Pierre Descartes, installé à Châtellerault (où sa maison, au 126 de la rue Bourbon, existe toujours), mort de la pierre en 1566. Sa mère, Claude Ferrand, était fille du médecin Jean Ferrand, qui fut recteur de l'Université de Poitiers, et qui comptait des magistrats parisiens dans sa parenté. Après avoir fait son droit à Poitiers, Joachim fut un temps avocat à Paris. Les lettres patentes délivrées par le roi Henri III le nommant « conseiller françois » au Parlement de Bretagne sont datées du 6 décembre 1585. Il prenait la place d'Antoine Regnault, ancien conseiller au présidial de Poitiers, au Parlement de Bretagne depuis le 6 octobre 1569, fils de Jacques Regnault, maire de Poitiers. Un de ses cousins du côté maternel, le conseiller d'Elbène, était déjà au même Parlement.
Son office était rattaché au « semestre d'août », qui, à son arrivée, tenait séance pendant quatre mois (donc d'août à novembre), ce qui lui permettait de continuer à habiter le Poitou le reste de l'année. En 1589, les troubles de la Ligue ayant gagné la Bretagne, le roi Henri IV autorisa Joachim Descartes à rester jusqu'à nouvel ordre en Poitou, tout en conservant ses gages, et il ne put reprendre son service à Rennes qu'en février 1595, changeant alors de semestre. En juillet 1600, un édit royal prolongea les séances des semestres de quatre à six mois, ce qui obligea Joachim à établir son domicile principal à Rennes.
C'est en Poitou qu'il épousa, le 15 janvier 1589, Jeanne Brochard (née vers 1566, sans doute à La Haye-en-Touraine, aux confins du Poitou, à 10 km environ de Poisay-le-Joly), fille du lieutenant général du présidial de Poitiers. De ce mariage naquirent les trois enfants suivants (tous trois à La Haye-en-Touraine, chez la grand-mère maternelle) :
- Jeanne Descartes (1590?-1640), qui épousa le 21 avril 1613 Pierre Rogier, sieur de Crévy, originaire du pays de Ploërmel ;
- Pierre Descartes, sieur de La Bretallière[9] (né le 19 octobre 1591, mort en avril 1660), reçu conseiller au Parlement de Bretagne, collègue de son père, le 10 avril 1618 ;
- René Descartes, le célèbre philosophe (31 mars 1596 - 11 février 1650).

Jeanne Brochard mourut d'une fièvre puerpérale le 13 mai 1597. Joachim se remaria en 1599 ou 1600 avec Anne Morin (Nantes, 2 septembre 1579- 19 novembre 1634), fille de Jehan Morin († 1585), Premier Président de la Chambre des Comptes de Nantes. De cette union naquirent en 1602 Joachim II, tige de la branche des « Descartes de Chavagne », et en 1611 Anne. Cette nouvelle épouse fit entrer dans la famille le château de Chavagne à Sucé-sur-Erdre, dont elle hérita en 1609, et qui devint alors la résidence du couple en dehors des mois d'activité au Parlement. D'autre part, après la mort à Châtellerault de sa mère Claude Ferrand en 1610, Joachim, ne se sentant plus de liens avec le Poitou, vendit une partie de ses domaines dans cette région et racheta à son cousin d'Elbène un hôtel particulier dans le quartier Saint-Georges de Rennes, qu'il fit agrandir et qui existe toujours (bien que fortement remanié par la suite) à l'angle des rues Corbin et Gambetta. Ce fut jusqu'au XVIIIe siècle la résidence des Descartes de Chavagne. 
En 1618, Joachim avait racheté pour Pierre la charge de conseiller non-originaire de Girard de Villetaneuse, Poitevin comme lui, qui lui-même passa au Parlement de Paris (et devint en 1625 procureur général de la Chambre des Comptes). En 1625, il résigna son propre office en faveur de Joachim II, mais en se faisant accorder par lettres royaux l'autorisation de continuer à exercer sa charge pendant quatre ans encore. De René, son « petit philosophe », il aurait dit la chose suivante : « De tous mes enfants, je n'ai de mécontentement que d'un seul! Faut-il que j'aie mis au monde un fils assez ridicule et futile pour écrire et se faire relier en veau! » 
Il se retira du service actif en 1628, étant doyen de la Grand-Chambre depuis 1624, avec des lettres d'honorariat lui conservant le droit d'opiner aux procès s'il le souhaitait, mais désormais sans gages ni épices. Vers la fin de sa carrière, on lui confiait le rapport de toutes les affaires les plus délicates, comme en 1626 la « conspiration de Chalais ». Il fut plusieurs fois député du Parlement auprès du roi. Enfin, il fut désigné commissaire à l'érection d'un Palais du Parlement de Bretagne (l'institution étant jusqu'alors installée « à titre provisoire » dans l'ancien Couvent des Cordeliers de la rue Saint-François, aujourd'hui rue Hoche), et joua un très grand rôle dans les débuts de cette entreprise, même s'il ne vit pas le bâtiment achevé.

## Sources
- Xavier d'Haucourt, « Une dynastie de “non-originaires” au Parlement de Bretagne, la famille Des Cartes (1585-1736) », Annales de Bretagne, vol. 44-3-4, 1937, p. 408-432.
- Camille Couderc, « Nouveaux documents sur la situation de fortune de la famille de René Descartes », Bibliothèque de l'École des chartes, vol. 78, 1917, p. 269-293.
- Berceau de la famille Descartes (Desquartes) à Tours - Communication Jean-Marie Germe - 31 mars 1996 à Saint-Rémy-sur-Creuse (400e anniversaire René Descartes)